# Clics modernos
Clics Modernos es el segundo álbum de estudio del cantante y multinstrumentista argentino Charly García como solista, publicado el 5 de noviembre de 1983 por la compañía SG Discos, con la participación de Pedro Aznar, con quien ya había trabajado en conjunto en Serú Girán, así como con el ingeniero de sonido Joe Blaney. Considerado por algunos como el mejor fruto de su carrera y uno de los mejores álbumes del rock nacional, que incluye referencias a la dictadura cívico-militar argentina que se vivió hasta poco antes del lanzamiento del álbum, con una lírica caracterizada por su tono sarcástico y humorístico. Fue un trabajo decisivo para consolidar las tendencias modernas que marcarían el perfil del rock argentino durante la década de 1980 y posteriores. El título del álbum proviene del arte de la portada del disco.
El álbum fue autoproducido y compuesto por García y fue grabado casi totalmente en el Electric Lady Studios en Nueva York durante un breve periodo. García contrató a Pedro Aznar, bajista, y Casey Scheuerell, batería. García inicialmente probó a otro baterista para grabar todo el disco, sin embargo, el sonido no lo convenció y en su lugar usó una batería programable Roland TR-808, misma que ya había utilizado esporádicamente en Yendo de la cama al living. Decidió usarla para toda la producción y con ella reemplazar el rol del baterista casi por completo. Uberto Sagramoso tomó las fotografías para la portada, las cuales fueron extraídas del arte público de Richard Hambleton en Nueva York. La música está orientada principalmente al new wave, pero algunas canciones también incorporan elementos de varios subgéneros del pop.
En términos generales, el álbum obtuvo elogios de los críticos, aunque al principio varios menospreciaron el impacto, la composición y alcance tanto del disco como de su intérprete en su carrera como solista. Figuró en varias listas de los mejores discos de todos los tiempos de América Latina, entre las cuales se incluyeron las de las revistas Al Borde y Rolling Stone. Se publicaron dos sencillos comerciales para promover el disco, después de lo cual García realizó la presentación del mismo en el estadio Luna Park, Buenos Aires en el mismo año del lanzamiento del trabajo.

## Contenido

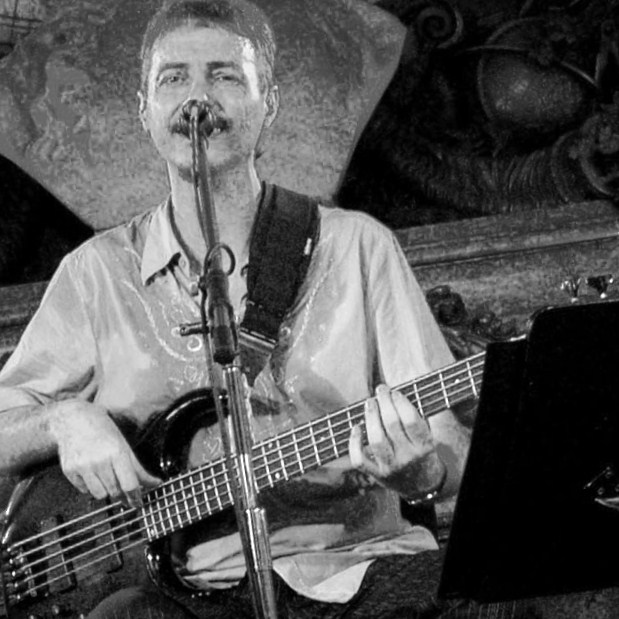
Pedro Aznar interviene en la grabación del disco, ya que se encontraba trabajando continuamente en Nueva York; como producto de su período de actividad con la banda de Pat Metheny.

El disco fue grabado y mezclado en Nueva York y todos los temas fueron compuestos por Charly García. Contiene varias de las canciones más importantes su carrera, como «Nos siguen pegando abajo», «No soy un extraño», «No me dejan salir», «Los dinosaurios» (referida a los desaparecidos por la última dictadura argentina), «Bancate ese defecto», «Plateado sobre plateado» y «Ojos de video tape».
El disco fue finalmente presentado en diciembre de 1983 en varias funciones en el Estadio Luna Park, e incluía temas «bailables». 

Hoy, en 2007, no le cambiaría nada a Clics. Es un disco autoproducido hasta económicamente, hecho en Nueva York, donde conocí a Joe Blaney. Compré los instrumentos, me instalé un estudio de dieciséis canales en el Village y apareció en un momento Pedro Aznar con su novia e hicimos el primer ensayo, estábamos con Zoca, los cuatro, en el loft y… siendo tan histéricos no sé como hicimos para convivir. Sí me acuerdo de que cruzábamos Washington con un carrito de supermercado lleno de emuladores y equipos… Yo ya había grabado un disco en L. A. ―el primero de Serú Girán― y me había servido de experiencia, pero solía tener muchos problemas para plasmar los sonidos que quería. El arranque del disco fue así: voy a los estudios Electric Lady y les digo: “Quiero alquilar the best, alquilarlo”. El dueño me dice: “¿Tu padre es rico o qué?”. Yo le muestro la plata y me pregunta: “¿Un café?”, además de darme una lista de ingenieros el último de los cuales era Blaney. Lo llamé y apareció al otro día, alto, cool, zapatitos de leopardo… Vio el loft, la mesa Tascam de dieciséis canales; le mostré mis discos y quedamos en empezar. Yo necesitaba un baterista y me encantaba el de Jan Hammer; lo probé y no me rindió, no pasaba nada, incluso fuimos a grabar y yo le pregunté a Blaney qué sonido de batería podía sacarle. Y no funcionaba: sabíamos que tocaba fenómeno, pero con nosotros no funcionaba. Y al otro día no me quedó otra que poner una batería electrónica TR-808 y grabamos «Nos siguen pegando abajo», y se armó. Blaney se dio cuenta, todos nos dimos cuenta y seguimos con máquinas. Es el primer disco que tiene un sample de James Brown.
Charly García

En la mitad de la grabación, Grinbank ya le había prometido a Blaney hacer la mezcla, pero después se le ocurrió mandarme a Los Ángeles. Ahí me agarró un tipo cínico que no era mal ingeniero pero era cínico. Todo mal. Cuando ya estaba llorando en la pileta de un hotel, al tope, en el medio de la nada, me tiré en la parte baja y me pegué un cocazo… Me acuerdo de que volví a la habitación, sonó el teléfono y era Blaney; yo le pedí perdón en todos los idiomas y me dijo: «Tengo cuarenta horas de estudio en Nueva York…». «¡Sí! ―le dije― ¡Sí!». Esa llamada de Blaney fue providencial. Volví solo a Nueva York y no era como ahora, que llevás la información en un iPod: eran cintas de veinticuatro canales, repesadas y yo cargando todo. Y… no lo va a cargar Grinbank, ¿no? Llegué a Unique, donde tenía cuarenta horas y lo compartí con Laurie Anderson, que estaba grabado el disco siguiente del que tiene «Oh Superman» y cenábamos con Laurie, trabajábamos ahí, y me pareció lo máximo. Me acuerdo exactamente de la mezcla de “Ojos de video tape”, cuando están los sintetizadores, y me parecía lo más.
Charly García.

La tapa la hice junto a Uberto Sagramoso. Al disco yo lo iba a llamar Nuevos trapos, pero en una calle había una figura como la que pintaban acá de los desaparecidos, pero en negro, y decía MODERN CLIX y me pareció un muy buen nombre. En realidad era un grupo de ahí. La nave despegó.
Charly García.

En esa época yo escuchaba «Sandinista!» y seguramente Joni Mitchell, esa era la época en que surgió el rock de peluquería. Y no había muchos grupos que me gustaran (lo que descubrí de la new wave lo descubrí después). Lo que escuchaba era Men at Work, porque sonaba… todo el tiempo. También Synchronicity, de The Police. Lo difícil de entender era que nadie había hecho una polirritmia entre máquinas y sonidos tocados. El aporte de Joe fue mortal, porque la primera vez que tenía un ingeniero American, que había grabado con The Clash y no sé qué; o sea, era rockero, del palo, norteamericano y estaba grabando en la sala A de Electric Lady, que es el mejor estudio del mundo. Ahí te das cuenta de cómo es el sonido, cómo son los discos y cómo se hacen. Hay muy pocos discos de rock acá. Grabados acá, que suenen a rock. No sé qué es, creo que les ponen mucho bajo. Tenían sonido de disco, es decir, de vinilo… que es algo muy particular. Para mí, los casetes son para la playa, los CD para los yuppies, y los discos son discos. Y este álbum tiene una artesanía de disco, está hecho como un disco, no solamente hacer una canción y grabarla, sino que hay una serie de reglas escritas y no escritas de cómo se hace un buen disco.
Charly García.

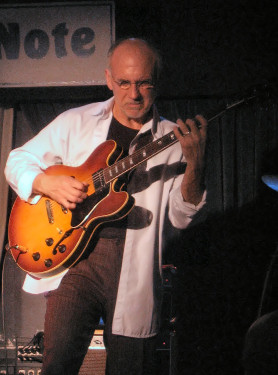
Para la grabación de Clics Modernos, Charly García convocó al guitarrista estadounidense de jazz Larry Carlton (ex Joni Mitchell y Steely Dan).

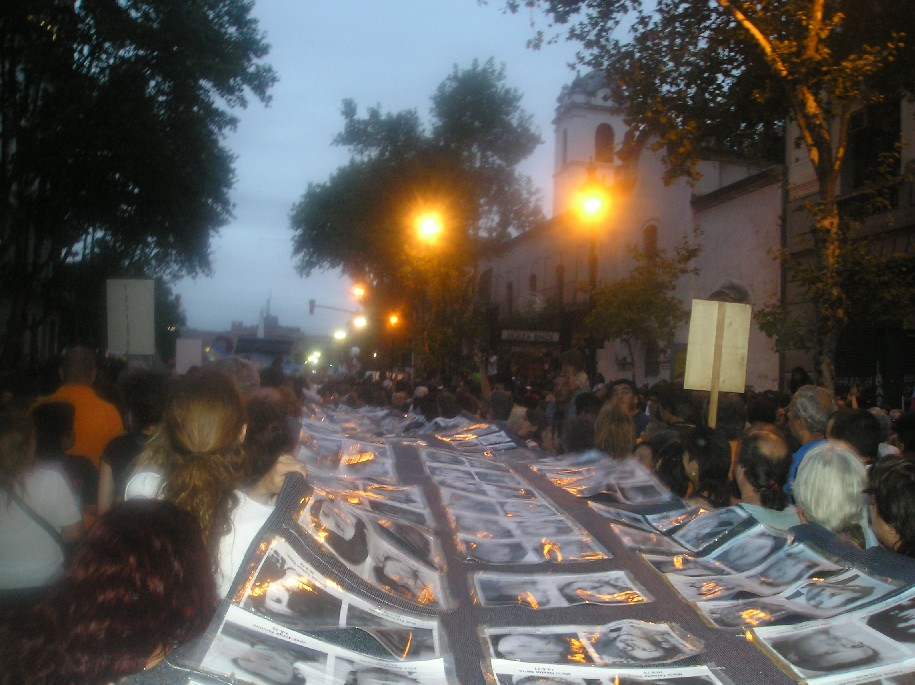
La canción "Los dinosaurios" se convertiría en un icono de la lucha por los desaparecidos de la última dictadura argentina.

El álbum fue concebido, grabado y lanzado en los meses anteriores a que la última dictadura argentina se retirara del poder. El ritmo bailable de las canciones, el estilo new wave y varias de sus letras ("Nos siguen pegando abajo", "No me dejan salir", "Plateado sobre plateado", "Los dinosaurios"), se relacionan con ese momento histórico para la Argentina, que dejaba atrás décadas de pesadilla y terrorismo de Estado e intentaba consolidarse en el sistema democrático, un proceso que sufrió interrupciones violentas al menos desde 1930.

## Lista de canciones
Todas las canciones escritas y compuestas por Charly García. 
| N.º   | Título                                        | Duración |  |
| 1.    | «Nos siguen pegando abajo (Pecado mortal)»    | 3:25     |  |
| 2.    | «No soy un extraño»                           | 3:18     |  |
| 3.    | «Dos cero uno (Transas)»                      | 2:09     |  |
| 4.    | «Nuevos trapos»                               | 4:08     |  |
| 5.    | «Bancate ese defecto»                         | 4:56     |  |
| 6.    | «No me dejan salir»                           | 4:21     |  |
| 7.    | «Los dinosaurios»                             | 3:28     |  |
| 8.    | «Plateado sobre plateado (Huellas en el mar)» | 5:02     |  |
| 9.    | «Ojos de video tape»                          | 3:37     |  |
| 33:04 |                                               |          |  |

La versión mexicana original traía «Los dinosaurios» en la cara A y «Nuevos trapos» en la cara B, con una inscripción en la portada que decía "Rock en tu idioma".

## Músicos
- Charly García: piano, guitarra eléctrica Rickenbacker 365, sintetizadores Roland Jupiter-6, Emulator I y sintetizador polifónico Moog, samplers, caja de ritmos TR-808 y voz.
- Larry Carlton: guitarra eléctrica en «No soy un extraño», «Los dinosaurios» y «Plateado sobre plateado».
- Casey Scheverrell:[4]batería en «Bancate ese defecto», «No me dejan salir», «Plateado sobre plateado», batería electronica Simmons en «Nos siguen pegando abajo», «No me dejan salir» y tabla en «Dos cero uno».
- Doug Norwine: saxofón en «Nuevos trapos».
- Pedro Aznar: bajo, voz en «Nos siguen pegando abajo» y coros.

## Reconocimientos
Esta información es una adaptación de Acclaimed Music:
| Publicación   | País           | Lista                                                     | Año  | Puesto           |
| ------------- | -------------- | --------------------------------------------------------- | ---- | ---------------- |
| Al borde      | Estados Unidos | Al borde - Los 250 mejores álbumes de rock iberoamericano | 2006 | 3                |
| Rolling Stone | Argentina      | Los 100 mejores álbumes del rock argentino                | 2013 | 2                |
| Rolling Stone | Estados Unidos | Los 50 mejores álbumes de rock latinoamericano            | 2023 | 7                |
| Switch        | México         | Los mejores 100 discos del siglo XX                       | 1999 | No clasificación |

## Posicionamiento en listas
| Listas (1983)     | Mejor posición |
| ----------------- | -------------- |
| Argentina (CAPIF) | 2              |
| Listas (2024)     | Mejor posición |
| Argentina (CAPIF) | 1              |